# Sabine Moser

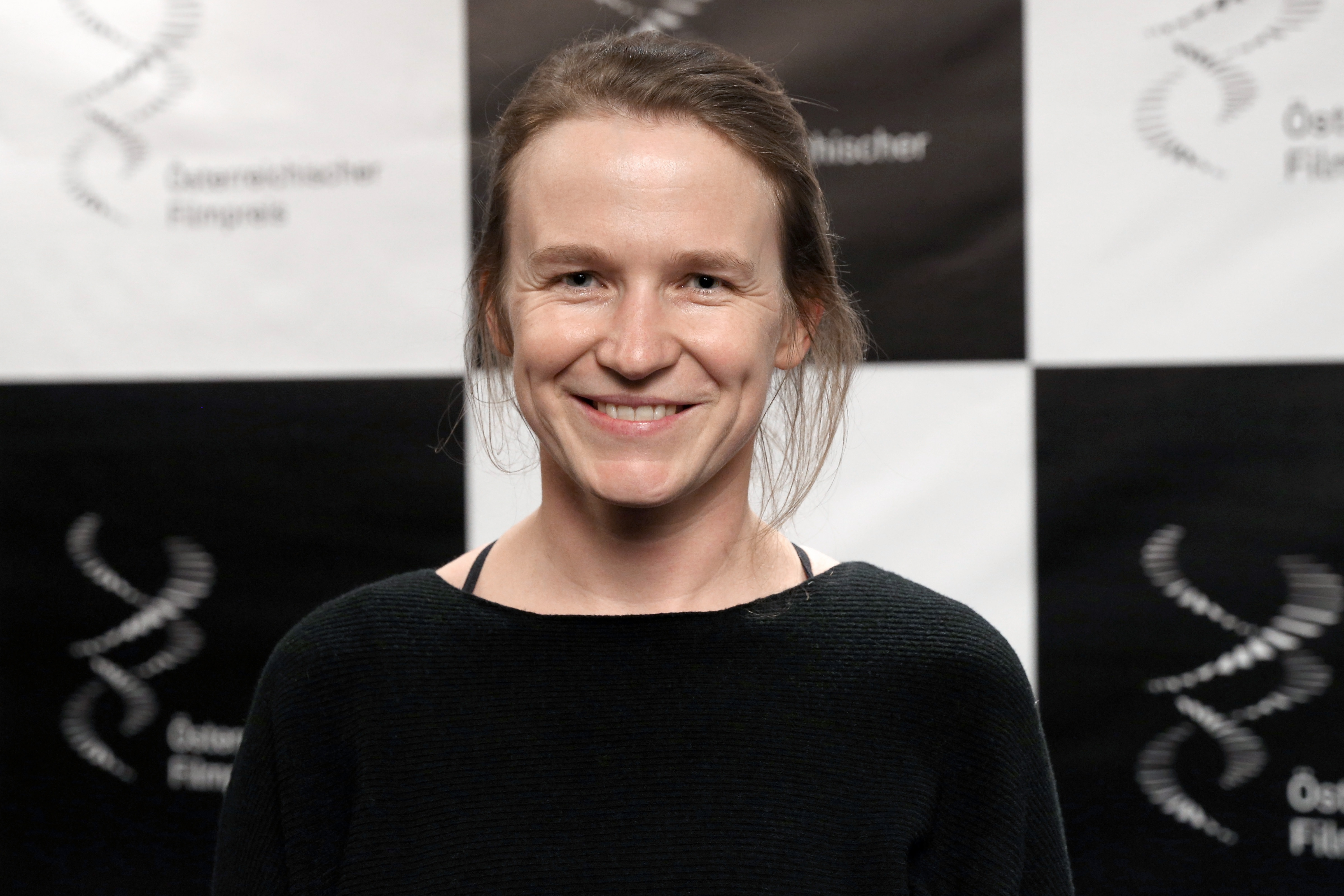
Sabine Moser (2015)

Sabine Moser (geb. 1979 in Lienz, Tirol) ist eine österreichische Filmproduzentin.

## Leben
2013 absolvierte Sabine Moser das Studium der Vergleichenden Literaturwissenschaft an der Universität Wien. Bereits ab 2002 war sie freiberuflich im Casting, als Regieassistentin und Produktionsmanagerin bei österreichischen Filmproduktionen beteiligt, unter anderem bei Lotus Film, Amour Fou und Extra-Film. An der Filmakademie Wien realisierte sie verschiedene Kurzfilmprojekte.
2007 gründete Moser gemeinsam mit Oliver Neumann, Sudabeh Mortezai und Sebastian Meise die Filmproduktionsfirma FreibeuterFilm. Das Unternehmen hat zum Ziel, kreativen Dokumentarfilmen und Spielfilmen eine Plattform zu bieten. Sie ist Mitglied der Akademie des Österreichischen Films und der Europäischen Filmakademie.

## Auszeichnungen

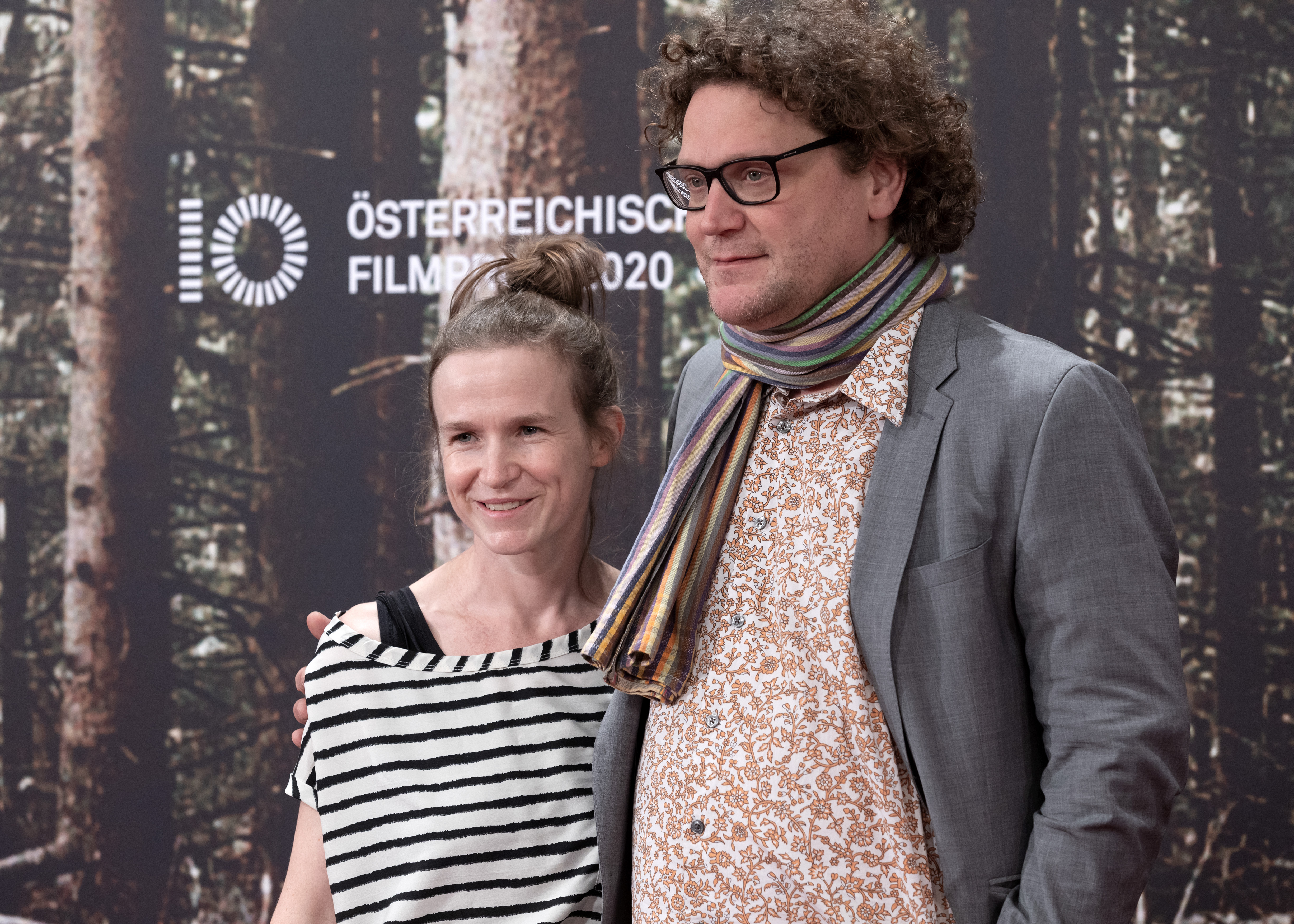
Sabine Moser und Oliver Neumann beim Österreichischen Filmpreis 2020

- Österreichischer Filmpreis 2014: Meine keine Familie ausgezeichnet als bester Dokumentarfilm
- Österreichischer Filmpreis 2015: Macondo nominiert als besten Spielfilm
- Österreichischer Filmpreis 2020: Joy ausgezeichnet als bester Spielfilm
- Österreichischer Filmpreis 2022: Große Freiheit ausgezeichnet als bester Spielfilm
- Österreichischer Filmpreis 2025: The Village Next to Paradise ausgezeichnet als bester Spielfilm[5]

## Filmografie
Produzentin
- 2012: Outing
- 2012: Meine keine Familie
- 2014: High Performance
- 2014: Macondo
- 2016: Stille Reserven
- 2016: Sühnhaus
- 2016: Seeing Voices
- 2017: Das Testament
- 2018: To the Night
- 2018: Joy
- 2019: Waren einmal Revoluzzer
- 2021: Große Freiheit
- 2021: Hinterland
- 2024: Der Soldat Monika
- 2024: The Village Next to Paradise

Produktionsmanagerin
- 2009: Das große Glück sozusagen
- 2009: Im Bazar der Geschlechter
- 2010: Von Bagdad nach Dallas
- 2010: Adrienn Pál
- 2011: Evolution der Gewalt
- 2011: Stillleben
- 2014: High Performance
- 2014: Macondo
- 2018: To the Night